# يوسف غريغوليفيتش
كان يوسف رومولدوفيتش غريغوليفيتش (5 مايو 1913 - 2 يونيو 1988) ناشطًا في المفوضية الشعبية للشؤون الداخلية في الاتحاد السوفيتي بين عامي 1937 و1953، إذ كان له دور رائد في عمليات اغتيال الأفراد الشيوعيين والبلشفيين غير الموالين لجوزيف ستالين.
عمل غريغوليفيتش سفيرًا لجمهورية كوستاريكا في إيطاليا ويوغوسلافيا تحت هوية مزيفة باسم تيودورو بي. كاسترو، مغترب ثري من كوستاريكا يعيش في روما (1952-1954). تمثلت مهمته باغتيال الزعيم اليوغوسلافي جوزيف بروز تيتو، ولكن أُحبطت هذه العملية بوفاة ستالين في عام 1953. ثم استقر غريغوليفيتش في موسكو، حيث عمل كمختص في تاريخ أمريكا اللاتينية والكنيسة الكاثوليكية الرومانية.
كان عضوًا في الأكاديمية السوفيتية للعلوم، وعمل كرئيس تحرير مجلة «العلوم الاجتماعية اليوم»، ونشر العديد من الكتب والمقالات حول أمريكا اللاتينية.

## نشأته
ولد غريغوليفيتش في فيلنيوس في الإمبراطورية الروسية (ليتوانيا حاليًا)، لعائلة من القريميين. هاجر والداه إلى الأرجنتين عندما كان صغيرًا. عمل والد يوسف بجهد وأرسله لاحقًا إلى أوروبا للدراسة. ومع ذلك، تزعم بعض المصادر أن والده هو الوحيد الذي انتقل إلى لاكلاريتا بالأرجنتين وبقي يوسف مع والدته في تراكي بليتوانيا، حيث انضم إلى الحزب الشيوعي البولندي وتعرف على إدوارد غيريك، ولم يسافر إلى الأرجنتين حتى عام 1934. في عام 1933، درس لفترة وجيزة في جامعة السوربون. عمل في المفوضية الشعبية للشؤون الداخلية في الاتحاد السوفيتي وأظهر موهبة كبيرة في تعلم اللغات، وسرعان ما تعلم اللغات الإسبانية والفرنسية والروسية.

## عميل سري
في أواخر ثلاثينيات القرن الماضي، أُرسل غريغوليفيتش إلى إسبانيا لمراقبة أنشطة الحزب العمالي للتوحيد الماركسي (الميليشيا التي خدم معها جورج أورويل)، أثناء الحرب الأهلية في ذلك البلد. عمل غريغوليفيتش تحت قيادة جنرال المفوضية الشعبية للشؤون الداخلية في الاتحاد السوفيتي، ألكساندر أورلوف، باستخدام الأسماء الرمزية ماكس وفيليبي، ونظم ما يسمى »مجموعات متنقلة« قتلت قائد الحزب العمالي للتوحيد الماركسي، أندريز نين، من بين آخرين من التروتسكيين الفعليين والمشتبه بهم. كان يبدو أن غريغوليفيتش تعاون في أداء هذه المهمة مع القاتل فيتوريو فيدالي، المعروف في إسبانيا باسم «القائد كارلوس كونتريراس».
استُدعي غريغوليفيتش مرة أخرى إلى موسكو في عام 1938. وأُرسل في يناير عام 1940 إلى المكسيك، تحت الاسم الرمزي «يوزيك»، للمشاركة في أول محاولة اغتيال لليون تروتسكي، بالتعاون مرة أخرى مع العميل فيدالي. في الساعات الأولى من يوم 24 مايو عام 1940، اقتحمت مجموعة من الفلاحين وعمال المناجم، بقيادة غريغوليفيتش وديفيد سيكيروس، مجمّع تروتسكي في قرية كوجوكان بالقرب من مدينة مكسيكو. أفلت تروتسكي وزوجته من أيديهم تمامًا، وتمكنوا فقط من إصابة حفيدهم الصغير في قدمه. (سمع والتر كريفيتسكي بمحاولة الاغتيال هذه وأرسل تحذيرًا إلى تروتسكي من خلال عضو لجنة مجلس النواب للأنشطة غير الأمريكية، جي بي ماثيوز. صرّح تروتسكي بهذا التحذير في رسالة قال فيها: «كريفيتسكي على حق. نحن الرجلان اللذان أقسمت الشرطة السرية السوفيتية على قتلهما»).
بعد المحاولة الفاشلة لاغتيال تروتسكي، ساعد بابلو نيرودا غريغوليفيتش واثنين من شركائه (لورا أروجو أغيلار وأنطونيو بوجول جيمينيز) على الهروب من الشرطة المكسيكية.
في وقت لاحق، أُرسل غريغوليفيتش إلى الأرجنتين تحت الاسم الرمزي «آرثر»، حيث بقي خلال الحرب العالمية الثانية ونظم عمليات تخريبية معادية للنازية. تزوج من امرأة مكسيكية تدعى لورا أروجو أغيلار، وكانت أيضًا عميلة سرية سوفيتية، تعمل تحت الاسم الرمزي لويزا.

## دبلوماسي كوستاريكا
في عام 1949، حصل غريغوليفيتش على جواز سفر مزور تحت اسم تيودورو كاسترو بونيفيل واستقر في روما، وذلك بمساعدة خواكين غوتيريز، وهو كاتب كوستاريكي متعاطف مع الشيوعيين والمؤيدين للاتحاد السوفيتي عمل في الهيئة الدبلوماسية في بلاده. تظاهر غريغوليفيتش بأنه الابن غير الشرعي لمنتِج قهوة كوستاريكي ثري، وأطلق على نفسه اسم تيودورو ب. كاسترو (مستخدمًا الحرف الأول للاسم الأوسط على الطريقة الأمريكية). نجح في تأسيس شركة استيراد وتصدير في روما، وأجرى اتصالات شخصية واسعة النطاق مع شخصيات تجارية وأساقفة في الكنيسة الكاثوليكية. أصبح أيضًا صديقًا وشريكًا تجاريًا لرئيس كوستاريكا السابق خوسيه فيغيريس، وفي عام 1951، عُيّن «تيودورو ب. كاسترو» قائمًا بالأعمال في سفارة كوستاريكا في روما، وعمل أيضًا مستشارًا لوفد كوستاريكا في الدورة السادسة للجمعية العامة للأمم المتحدة في باريس. في عام 1952، عُيّن سفيرًا لكل من إيطاليا ويوغوسلافيا. في غضون ذلك، حصل غريغوليفيتش سرًا على الجنسية السوفيتية والعضوية في الحزب الشيوعي للاتحاد السوفيتي.
في أوائل عام 1952، كلفت أجهزة المخابرات السوفيتية غريغوليفيتش بمهمة اغتيال الزعيم اليوغوسلافي جوزيب بروز تيتو، الذي انفصل عن ستالين في عام 1948 بسبب إصراره على الحفاظ على استقلال يوغوسلافيا عن السيطرة السوفيتية. أثناء دوره كسفير كوستاريكي (قدم أوراق اعتماده في 25 أبريل عام 1953)، التقى غريغوليفيتش مع تيتو في عدة مناسبات، ولكن وفاة ستالين في مارس عام 1953 أحبطت خطط الاغتيال واستُدعي غريغوليفيتش في النهاية إلى موسكو، وهنا انتهت حياته المهنية كعميل سري سوفيتي. في روما، أدى الاختفاء المفاجئ لسفير كوستاريكا، إلى جانب زوجته وابنته، إلى إثارة قلق عام، مع انتشار شائعات عن تدخل المافيا في الأوساط الدبلوماسية.

## مؤرخ
في موسكو، استقر غريغوليفيتش في حياته الجديدة كأكاديمي. حصل على الدكتوراه في التاريخ دون الحاجة إلى تقديم أطروحة، وعمل كخبير في تاريخ أمريكا اللاتينية والكنيسة الكاثوليكية. ألّف 58 كتابًا، نُشر بعضها تحت الاسم الفني يوسف لافريتسكي. في عام 1976، كتب سيرة ذاتية لتشي غيفارا. في عام 1979، أصبح عضوًا مقابلًا في الأكاديمية السوفيتية للعلوم. تحيّر زملاؤه من عدم وجود أي معلومات عن سيرته الذاتية قبل الأربعينيات من عمره ورفضه التصوير. توضحت تفاصيل حياة غريغوليفيتش كعامل سوفيتي فقط بعد سقوط النظام الشيوعي، لا سيما بعد إصدار «أرشيف ميتروخين» في منتصف التسعينيات.